# Scedopla bifidalis
Scedopla bifidalis là một loài bướm đêm trong họ Noctuidae.